# 奧爾伯斯多夫湖

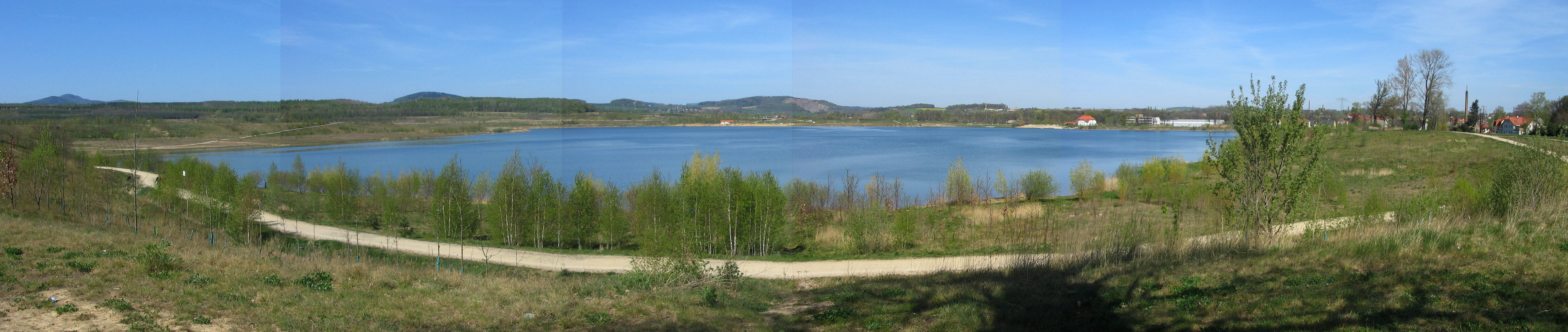

50°53′24″N 14°46′49″E / 50.89004034362183°N 14.780302047729492°E
奧爾伯斯多夫湖（德語：Olbersdorfer See），是德國的湖泊，位於該國東部，由薩克森自由州負責管轄，面積0.6平方公里，海拔高度237米，最大水深40米，水體容量600萬立方米。